# Hugh Edwards
Hugh Robert Arthur "Jumbo" Edwards (født 17. november 1906, død 21. december 1972) var en engelsk roer og dobbelt olympisk guldvinder.

## Sportskarriere
Edwards gik på Christ Church College på Oxford University og deltog i Henley første gang i 1926 i otteren, hvor han imidlertid kollapsede, hvilket betød, at Oxford-båden efter en smal føring tabte stort. Han forlod universitet året efter uden eksamen og blev skolelærer, men fortsatte med at ro, nu for London Rowing Club.
Han besluttede at gå ind i RAF, men for at blive fastansat her var den nemmeste vej at tage en universitetsuddannelse, så i 1930 vendte Edwards tilbage til Oxford, hvor han nu tog sin manglende eksamen. I sin anden periode på Oxford brugte han mere tid på flyvning og fik licens til at have sin egen flyver på universitetet. Han var dog stadig en god nok roer, og han vandt Henley-regattaen i 1930 og 1931 i otteren, og båden repræsenterede England ved British Empire Games i 1930, hvor de også vandt; han var ligeledes med i firer med styrmand, der også vandt ved disse lege.
I 1931 gik han endvidere sammen med Lewis Clive i toer uden styrmand og vandt i denne båd ved Henley samme år og året efter.
Clive og Edwards blev dermed udtaget til OL 1932 i Los Angeles, og her vandt de deres indledende heat klart, mens de i finalen også vandt sikkert med et forspring på mere end to sekunder til newzealænderne Fred Thompson og Bob Stiles, mens polakkerne Jan Krenz-Mikołajczak og Henryk Budziński fik bronze. Da en af roerne i den britiske firer uden styrmand blev syg kort inden deres løb, trådte Edwards til og var dermed med til også at skaffe denne båd i finalen ved at vinde det indledende løb, i øvrigt samme dag, som han havde roet indledende heat i toeren. Finalen i fireren blev også afvikles samme dag som finalen i toeren, og igen var Edwards med, da briterne også her vandt klart. Edwards vandt dermed to guldmedaljer samme dag som den anden roer i den olympiske historie. De øvrige britiske guldvindere var Felix Badcock, Jack Beresford og Rowland George, og efter briterne vandt Tyskland sølv og Italien bronze.
Edwards satsede trods OL-successen herefter på flyvning og fik succes her. Han blev således nummer to i King's Cup flysportsløbet i 1935.

## Senere karriere
Under anden verdenskrig gjorde Edwards tjeneste i Coastal Command og modtog både Air Force Cross og Distinguished Flying Cross i tjenesten. I 1943 styrtede hans fly ned i havet ved Land's End, og her kom hans rofærdigheder ham til gavn. Han roede mere end 6 km i åbent, minefyldt vand, før han, som den eneste af sin besætning, blev reddet.
I 1946 trak han sig tilbage fra RAF, hvorpå han blev træner i roning. Han fik ry som værende innovativ på området, hvor han rådgav sit gamle universitet ved flere lejligheder, ligesom han var træner for den britiske otter ved OL 1960 i Rom.
Han havde to sønner, der begge roede og deltog i Commonwealth Games i 1958 og 1962 for Wales og vandt medaljer der.

## OL-medaljer
- 1932:  Guld i toer uden styrmand
- 1932:  Guld i firer uden styrmand